# Olesko
Olesko (în ucraineană Олесько) este o așezare de tip urban din raionul Busk, regiunea Liov, Ucraina. În afara localității principale, mai cuprinde și satele Terebeji, Țîkiv și Voluikî.

## Demografie
Componența lingvistică a așezării de tip urban Olesko
     Ucraineană (99,33%)
     Alte limbi (0,39%)
Conform recensământului din 2001, majoritatea populației așezării de tip urban Olesko era vorbitoare de ucraineană (99,33%), existând în minoritate și vorbitori de alte limbi.

## Personalități născute aici
- Ioan al III-lea Sobieski (1629 - 1696), rege al Uniunii statale polono-lituaniene.